# Claremont (Virginia)
Claremont is een plaats (town) in de Amerikaanse staat Virginia, en valt bestuurlijk gezien onder Surry County.

## Demografie
Bij de volkstelling in 2000 werd het aantal inwoners vastgesteld op 343.
In 2006 is het aantal inwoners door het United States Census Bureau geschat op 339, een daling van 4 (-1,2%).

## Geografie
Volgens het United States Census Bureau beslaat de plaats een oppervlakte van
6,6 km², geheel bestaande uit land. Claremont ligt op ongeveer 32 m boven zeeniveau.

## Plaatsen in de nabije omgeving
De onderstaande figuur toont nabijgelegen plaatsen in een straal van 32 km rond Claremont.